# Rumex sannineus
Rumex sannineus är en slideväxtart som beskrevs av Karl Heinz Rechinger. Rumex sannineus ingår i släktet skräppor, och familjen slideväxter. Inga underarter finns listade i Catalogue of Life.